# زیرواحد Gi آلفا
زیرواحد آلفای پروتئین Gi (انگلیسی: Gi alpha subunit) یک پروتئین است که به خانوادهٔ جی‌پروتئین هتروتریمریک تعلق دارد که با نام‌های خانوادهٔ Gi/o (Gi /Go ) یا خانوادهٔ Gi/o/z/t نیز شناخته می‌شود. وظیفهٔ کلی پروتئین‌های Gi/o/z/t فعال کردنِ مسیرهای ترارسانی پیام در پاسخ به تحریکِ گیرنده‌های جفت‌شونده با پروتئین جی (GPCRs) است. گیرنده‌های جفت‌شونده با پروتئین جی یک سامانهٔ سه‌تایی مشتکل بر «گیرنده-انتقال‌دهنده-عمل‌گر» هستند.

## اعضای خانواده
چهار گروه از زیرواحدهای آلفا در این خانوادهٔ پروتئینی (Gi/o/z/t) کشف شده‌است:
- پروتئین‌های Gi همچون Gi1α و Gi2α و Gi3α: این پروتئین‌ها با مهار فعالیت آدنیلات سیکلاز، مهارکنندهٔ مسیرهای وابسته به آن هستند و تولید آدنوزین مونوفسفات حلقه‌ای از آدنوزین تری‌فسفات را کاهش می‌دهند که در نهایت به کاهش فعالیت پروتئین کیناز آ منجر می‌شود.
- پروتئین Go همچون Goα: (در موش‌ها در اثر پدیدهٔ پیرایش دگرسان پروتئین‌های Go1α و Go2α به‌وجود می‌آیند). همچون پروتئین Gi سوبسترای سم پرتوسین است که توسط باکتری ایجادکنندهٔ سیاه‌سرفه ترشح می‌شود.
- پروتئین Gz همچون Gzα: اینها هم می‌توانند میانجی مهار آدنیلات سیکلاز و گیرنده‌های جفت‌شونده با پروتئین جی باشند، اما بر خلاف دو پروتئین بالایی، حساسیتی به سم پرتوسین ندارند.[۳]
- ترانسدوسین‌ها (پروتئین‌های Gt)همچون Gt1α و Gt2α و Gt3α: در انتقال پیام‌های حسی نقش دارند. به‌عنوان مثال، ترانسدوسین‌های Gt1 و Gt2 سیگنال‌های عصبی بینایی را از گیرنده‌های جفت‌شونده با پروتئین جی منتقل می‌کنند. رودوپسین در یاخته‌های استوانه‌ای و در نور کم در شرایط «دید در شب» به Gt1 متصل می‌شود و فوتوپسین‌های رنگی که در یاخته‌های مخروطی حضور داشته و مسئول تشخیص رنگ‌ها هستند، به Gt2 متصل می‌شوند. پروتئین‌های Gt3/گاستدوسین، سیگنال‌های مربوط به تشخیص مزه را از جوانه چشایی تشخیص‌دهندهٔ مزهٔ «شیرین» و «تلخ» انتقال می‌دهند.

### پروتئین‌های Giα

#### Gi1α
Gi1α توسط ژن GNAI1 کُدگذاری می‌شود.

#### Gi2α
Gi2α توسط ژن GNAI2 کُدگذاری می‌شود.

#### Gi3α
Gi3α توسط ژن GNAI3 کُدگذاری می‌شود.

### پروتئین Goα
Go1α توسط ژن GNAO1 کُدگذاری می‌شود.

### پروتئین Gzα
Gzα توسط ژن GNAZ کُدگذاری می‌شود.

### پروتئین‌های ترانسدوسین

#### Gt1α
ترانسدوسین/Gt1α توسط ژن GNAT1 کُدگذاری می‌شود.

#### Gt2α
ترانسدوسین 2/Gt2α توسط ژن GNAT2 کُدگذاری می‌شود.

#### Gt3α
گاستدوسین/Gt3α توسط ژن GNAT3 کُدگذاری می‌شود.